# Tony Moeaki
Anthony Moeaki, detto Tony (Wheaton, 8 giugno 1987), è un giocatore di football americano statunitense che ha militato nel ruolo di tight end nella National Football League (NFL). Fu scelto nel corso del terzo giro (93º assoluto) del Draft NFL 2010 dai Kansas City Chiefs. Al college ha giocato a football all'Università dell'Iowa.

## Carriera professionistica

### Kansas City Chiefs
Moeaki fu scelto nel corso del terzo giro del Draft NFL 2010 dai Kansas City Chiefs. Segnò il suo primo touchdown nel Monday Night Football della settimana 1 su un passaggio da 2 yard del quarterback Matt Cassel contro i San Diego Chargers. Dopo la gara contro i San Francisco 49ers della settimana 3, Moeaki fu premiato come rookie della settimana della settimana dopo aver ricevuto 44 yard e segnato uno spettacolare touchdown con una ricezione a una mano. Il 1º settembre 2011, il giocatore fu inserito in lista infortunati, perdendo l'intera annata. Fece ritorno nella stagione 2012 in cui rimase stabilmente il tight end titolare dei Chiefs, ricevendo 453 yard e segnando un touchdown, nella settimana 13 contro i Carolina Panthers.

### Buffalo Bills
Il 4 dicembre 2013, Moeaki firmò coi Buffalo Bills, da cui fu svincolato il 29 agosto 2014.

### Seattle Seahawks
Il 4 novembre 2014, Moeaki firmò coi Seattle Seahawks. Alla sua seconda gara con la squadra, proprio contro i Chiefs, segnò il suo primo touchdown dal 2012. La sua stagione si chiuse con 8 ricezioni per 134 yard in sei presenze, di cui due come titolare, raggiungendo il Super Bowl XLIX, perso contro i New England Patriots.

### Atlanta Falcons
Il 19 marzo 2015, Moeaki firmò con gli Atlanta Falcons.

## Palmarès

### Franchigia
- National Football Conference Championship: 1

Seattle Seahawks: 2014

### Individuale
- Rookie della settimana: 1

3ª del 2010

## Statistiche
| Partite totali      | 36    |
| Partite da titolare | 31    |
| Ricezioni           | 88    |
| Yard ricevute       | 1.143 |
| Touchdown           | 5     |

Statistiche aggiornate alla stagione 2014